# Mistrzostwa Polski par klubowych 85–140 cm³ w miniżużlu
Mistrzostwa Polski par klubowych 85–140 cm³ w miniżużlu – coroczne rozgrywki miniżużlowe w klasie 85–140 cm³ (do 2022 – 85–125 cm³ jako Puchar Polski), organizowane przez Polski Związek Motorowy, wyłaniające najlepszą parę w Polsce. W mistrzostwach uczestniczą drużyny złożone z zawodników do 13. roku życia.

## Medaliści
| Rok                                         | Złoto                                                    | Srebro                                                   | Brąz                                                     | Źr.   |
| ------------------------------------------- | -------------------------------------------------------- | -------------------------------------------------------- | -------------------------------------------------------- | ----- |
| Puchar Polski par klubowych 85–125 cm³      |                                                          |                                                          |                                                          |       |
| 2018                                        | GUKS Speedway Wawrów                                     | BTŻ Polonia Bydgoszcz                                    | MKMŻ Rybki Rybnik                                        |       |
| 2019                                        | MKMŻ Rybki Rybnik                                        | GKŻ Wybrzeże Gdańsk                                      | GUKS Speedway Wawrów                                     |       |
| 2020                                        | Z powodu pandemii COVID-19 rozgrywek nie przeprowadzono. | Z powodu pandemii COVID-19 rozgrywek nie przeprowadzono. | Z powodu pandemii COVID-19 rozgrywek nie przeprowadzono. |       |
| 2021                                        | GUKS Speedway Wawrów                                     | MKMŻ Rybki Rybnik                                        | BTŻ Polonia Bydgoszcz                                    | [ 1 ] |
| 2022                                        | GUKS Speedway Wawrów                                     | BTŻ Polonia Bydgoszcz                                    | UKS Speedway Rędziny                                     |       |
| Mistrzostwa Polski par klubowych 85–140 cm³ |                                                          |                                                          |                                                          |       |
| 2023                                        | MKMŻ Rybki Rybnik I                                      | MKMŻ Rybki Rybnik II                                     | Włókniarz Częstochowa                                    |       |
| 2024                                        | MKMŻ Rybki Rybnik I                                      | Stal Gorzów Wielkopolski II                              | KS Toruń                                                 |       |
| 2025                                        |                                                          |                                                          |                                                          |       |